# Рајхон
Рајхон Ганијева (узб. Rayhon Gʻaniyeva, Райҳон Ғаниева; рус. Райхон Отабековна Ганиева; Ташкент, 16. септембар 1978), позната мононимно као Рајхон, узбечка је певачица, глумица и текстописац.

## Биографија
Рајхон је рођена 16. септембра 1978. у Ташкенту. Њена мајка Тамара Шокирова (Tamara Shоkirova) била је једна од најуспешнијих узбечких глумица па је добила награду Заслужни уметник Узбечке ССР. Њен отац Отабек Ганијев (Otabek) такође је познати глумац, а деда Наби Ганијев (Nabi) филмски редитељ. Рајхон се 16. новембра 2012. удала за студента Позоришног института у Ташкенту и глумца Јигиталија Мамаџановог (Yigitali Mamajonov), рођеног 1990.

## Каријера
Рајхон је научила да свира клавир у дечјој музичкој школи у Ташкенту, где је и завршила Узбечки државни институт светских језика као филолог енглеског језика. Као студенткиња треће године, она је 1999. оформила дуо Хајол (узб. Xayol, Хаёл — мисао). Следеће године је започела каријеру као соло певач.
Први велики концерт је имала 2002. у ташкентском Оперском и балетском позоришту „Алишер Навој“. Као награду за успешан концерт, додељен јој је Нихол, годишња награда за успешне узбечке уметнике. Исте године, Ганијева је освојила награду Тарона, такође годишњу музичку похвалу, у категорији најбоља певачица. Награду је добијала сваке године у периоду од 2002. до 2005, али у различитим категоријама.
Као глумица, Рајхон је постала актуелна након глуме у узбечком драмском филму Опрости ми (узб. Kechir, Кечир; рус. Прости) из 2007, који је сама режирала. Самира, девојка коју у филму глуми, успешна је, али несрећна певачица. За потребе филма, певачица је снимила и истоимену песму, њен једини сингл касније не уврштен ни у један од једанаест издатих студијских албума.
Традиционално, сваке године од 2004, Рајхон на Дан заљубљених (14. фебруар) одржава концерте у ташкентској Дворани народног пријатељства. Они су базирани на наступу, кореографији и сценографији, који су сваке године различити и прилагођени новим песмама. Уз дечју музичку школу коју је похађала учествовала је у реализацији неколико пијанистичких концерата.

## Дискографија
| Година | Латиница       | Ћирилица | Значење            |
| 2001.  |                |          | Без тебе           |
| 2002.  |                |          | Бићу срећна        |
| 2004.  |                |          | Мој љубавник       |
| 2005.  |                |          | Једина љубав       |
| 2006.  |                |          | Сећаш ли се?       |
| 2007.  |                |          | Недостајеш ми      |
| 2008.  |                |          | Увек               |
| 2009.  | Orzuinga ishon |          | Веруј у снове      |
| 2010.  |                |          | Осмех              |
| 2011.  |                |          | Наставићу да волим |
| 2012.  |                |          | Шта је љубав?      |

| Година | Латиница | Ћирилица | Улога   |
| 1980.  |          |          |         |
| 1999.  |          |          | Наргиза |
| 2000.  |          |          | Зухра   |
| 2004.  |          |          | Рајхон  |
| 2006.  |          |          | Рајхон  |
| 2006.  |          |          | Рајхон  |
| 2006.  |          |          | Рајхон  |
| 2007.  |          |          | Самира  |
| 2010.  |          |          | Рајхон  |
| 2009.  |          |          | Рајхон  |
| 2011.  |          |          | Рајхон  |
| 2011.  |          |          | Рајхон  |
| 2012.  |          |          | Рајхон  |
| 2016.  |          |          | Рајхон  |